# Helen Dohlmann

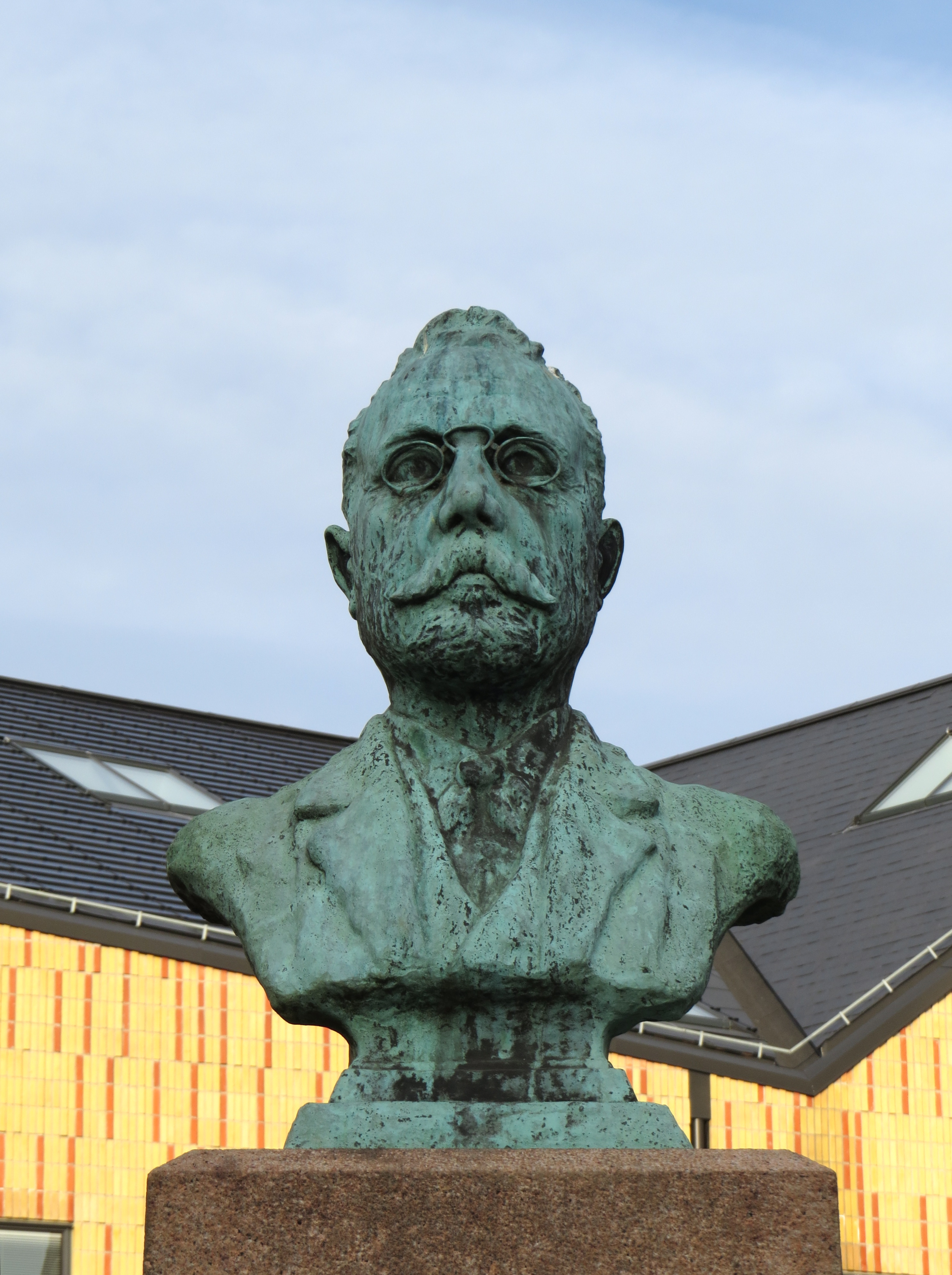
Buste du directeur Gredsted à l'ancien hôpital municipal de Copenhague (1912).

Helen Sofie Dohlmann, née à Copenhague le 21 octobre 1870 et morte le 27 mai 1942 à Frederiksberg, est une sculptrice danoise.

## Biographie
Fille du second mariage de Peter August Matthias Dohlmann (1838-1911) avec Agathe Jeanette Viale (1842-1893), elle est la demi-sœur de Augusta Dohlmann.
Élève de Paul Dubois et de Jean-Antoine Injalbert à Paris, de Stephan Sinding à Copenhague mais aussi de Richard Miller, membre du Salon des artistes français, elle y obtient en 1907 une mention honorable. 
Elle meurt célibataire et est inhumée au cimetière de Frederiksberg.

## Œuvres
- En dreng, der spiller på fløjte (1904)
- Sorg, sarkofag med figur
- Forladt, moder med barn (1909)
- Hospitalsdirektør Gredsted (buste en bronze, 1912, Hôpital municipal de Copenhague (Kommunehospitalet (da))
- Hagar og Ismael (plâtre, 1917)
- En dreng, der leger hest på en skildpadde (bronze, 1921)